# District de Xinbei
Pour les articles homonymes, voir Xinbei.
Le district de Xinbei (新北区 ; pinyin : Xīnběi Qū) est une subdivision administrative de la province du Jiangsu en Chine. Il est placé sous la juridiction de la ville-préfecture de Changzhou.